# Кавкаски резерват биосфере
Кавкаски резерват биосфере (рус. Кавказский заповедник), пуним именом Кавкаски државни природни резерват биосфере имена Х. Г. Шапошникова (рус. Кавказский государственный природный биосферный заповедник им. Х. Г. Шапошникова) заштићено је природно подручје са статусом строгог резервата природе (IUCN категорија Ia) на крајњем југу европског дела Руске Федерације. Налази се на територијама Краснодарске покрајине, Републике Адигеје и Карачајево-Черкезије, док је административно седиште резервата у граду Сочију. Као заштићено природно подручје основан је 12. маја 1924, обухвата територију површине 2.848 km² и најстарије је и најпространије природно подручје на територији Северног Кавказа.
Статус резервата биосфере додељен му је на генералној седници Унеска одржаној 19. фебруара 1979, а током 1999. резерват је уврштен на листу Светског наслеђа. Један од оснивача резервата био је совјетски биолог Хачатур Шапошников у чију част, од јануара 2008, резерват носи садашње име.

## Основне карактеристике
Кавкаски резерват биосфере представља строго заштићено природно подручје и налази се у географској регији познатој као Западни Кавказ. Обухвата југозападне делова Краснодарске покрајине, југ Републике Адигеје и крајњи запад Карачајево-Черкезије. Углавном је реч о планинском подручју чије надморске висине се крећу између 260 и 3.360 метара, и обухвата територију површине 2.848 km², што га чини другим по величини заштићеним природним локалитетом у Европи. На југу се наставља на Сочински национални парк. Геолошку основу резервата чини Велики Кавказ који се на овом подручју пружа у правцу северозапад-југоисток и који је дисециран бројним дубоким речним долинама.
Територија резервата подељена је на шест мањих целина, на западни, северни, јужни, хостински, источни и југоисточни део. Резерватом управља Министарство за природне ресурсе и екологију Руске Федерације, административно седиште резервата је град Сочи, док се главни истраживачки центар налази у граду Мајкопу.
Резерват се налази у зони влажне суптропске климе (у Кепеновој класификацији ознака Cfa) и одликује се топлим и влажним летима и прохладним зимама. Просечне температуре ваздуха у јануару имају вредности од око 4,3 °C, односно око 21 °C у јулу месецу. Годишња просечна сума падавина креће се у вредностима између 700 и 1.200 мм.
Како је реч о строго заштићеном природном локалитету, за туристички приступ овом подручју потребне су специјалне дозволе, а свака људска активност која може да доведе до декрадације јединствених природних карактеристика резервата је строго забрањена.

## Живи свет
Западни Кавказ се налази на тачки додира неколико флористичких зона Холарктичког флористичког царства захваљујући чему га карактерише изванредно висок степен биодиверзитета. У вегетацијском смислу ово је подручје у којем се смењују пошумљене речне долине, планинске шуме и високопланинске тундре.
На подручју Кавкаског резервата регистровано је постојање око 3.000 различитих биљних врста, од чега око половину (1.500 врста) чине васкуларне биљке, од којих су око 20% ендеми карактеристични једино за кавкаско подручје. У Црвеној књизи заштићених врста Русије за подручје Кавказа наведено је 55 угрожених врста биљака и животиња. У резервату расте и око 720 врста гљива. Најбројније породице биљака су главочике (189 врста), траве (100 врста), руже (101 врста), легуминозе (77 врста). Највећи део територије резервата покривен је шумама, а шумску флору чини око 900 врста биљака. На највишим врховима живи преко 800 различитих врста биљака. У резервату је регистровано псотојање 165 врста дрвећа и жбуња, од чега 142 врсте листопадног, 16 врста четинарског и 7 врста мешовитог лишћарско-четинарског типа.
Флору резервата карактерише присуство бројних старих и територијално ограничених врста биљака, па је тако свака пета биљка која расте у резервату ендем или реликт. У резервату обитава и 40 врста папрати, више од 30 врста орхидеја, а од укупно 5 врста рододендрона који расту на кавкаском подручју чак три врсте (понтијски, кавкаски и жути) расту на овом подручју.
Једна од најраширенијих врсата дрвећа на подручју резервата је европска тиса (Taxus baccata) која може да доживи старост и до 2,5 хиљаде година, а у близини Сочија налази се реликтна тисова шума. У суптропским шумама Хостинског и Западног дела резервата, поред тисе расту и бројне друге реликтне врсте као што је колхидски шимшир (Buxus colchica). На јужним обронцима расте осам врста лијана, попут бршљана, беле лозе (Clematis vitalba), шумске винове лозе и других.
Под шумама, које су најдоминантије флористичке заједнице на овом простору, нису покривени једино највиши планински врхови који су под субалпским и алпским ливадама. На нижим надморским висинама доминирају шуме храста и јове и оне са висином постепено прелазе у шуме којима доминирају буква, граб, јавор и кестен, док у највишим шумским спратовима расту јела, смрча и бор.
- Рододендрон у цвату у долини Горње Мзимте
- Кавкаски тулипан
- Имеретински водопад
- Четинарска шума на Фишту, у Адигеји
- Фишт
- Шума тисе

Фауну резервата чини 89 врста сисара, 248 врста птица, 15 врста рептила, 9 врста водоземаца, 21 врста риба, преко 100 врста мекушаца и око 10.000 врста инсеката.
Крупни сисари у резервату се, готово сви, налазе на листи угрожених врста, а некадашњи симбол резрвата и целок северног Кавказа, европски бизон, изумрла је врста још од тридесетих година 20. века. Најкрупнији сисари који обитавају на овом простору су црвени јелен, мрки медвед, западнокавкаски тур, дивокоза, рис, срна, дивља свиња. Међу мањим сисарима бројношћу се издвајају јазавци и видре. Фауну птица чине птице певачице и соколовке, а преко кавкаског подручја воде важни миграциони путеви птица селица. Ихтиофауном доминирају шаранке.
- Кавкаски бизон је симбол парка
- Дивљи коњи на Кавказу на Чугушу
- Поштанска марка са симболима резервата из совјетског периода
- Поштанска марка из 1973.
- Стадо дивокоза
- Мрки медведи су угрожена врста у резервату